# Cladolasma
Cladolasma is een monotypisch geslacht van hooiwagen uit de familie aardhooiwagens (Nemastomatidae). Het geslacht telt alleen de soort Cladolasma parvulum 
Suzuki, 1963. De originele naamcombinatie (protoniem) was Cladolasma parvula Suzuki, 1963, maar met een verkeerde geslacht van de soortnaam. Een volgende naamrecombinatie werd gepubliceerd als Dendrolasma parvula, maar werd vervolgens teruggedraaid in Shear 2010.